# Єврейське населення Тернополя
Євреї (до радянської анексії вживали як означення етноніму слова юдеї, жиди, ізраеліти, слово єврей прийшло у Східну Галичину з Росії) почали селитися в Тернополі практично зразу ж після заснування міста, оскільки місто на 10 років було звільнено від податків. З наданням Тернополю магдебурзького права, що надавало податкові пільги на 20 років у 1548 році, приплив євреїв у місто посилився. У XVI і XVII століттях налічувалося 300 єврейських сімей у місті, вони становили значну частину населення. Поселялися вони переважно на Подолі. Це південно-західна частина старого міста, бо тягнулася долом, тобто низиною, на південь від Надставної церкви, зокрема це сучасні вулиці Старий Поділ, Медова, Торговиця та інші.
Місто неодноразово піддавалося нападам татар (1575, 1589, 1672). У 1675 році замок був практично зруйнований татарами. До захисту замку залучалися його жителі. Була залучена і єврейська община, зокрема, виділили команду для оборони позицій під керуванням «гетьмана жидівського». Євреї разом з іншими міщанами відвідували військові навчання для отримання вмінь по обороні міста. Кожен такий захисник повинен був мати мушкет, порох, гніт.
Велику (стару) синагогу в Тернополі побудували в готичному стилі між 1622 та 1628 роками. Вона була схожою на форт з можливістю вести вогонь в усіх напрямках. Тернопіль був серед міст захоплених Богданом Хмельницьким під час свого маршу від Золочева через Галичину, в результаті чимало євреїв були вбиті повсталими козаками та селянами, щоправда більшість єврейського населення втекло з міста. Були єврейські погроми і під час Барської конфедерації 1770 р., коли шляхта штурмувала Тернопіль.
Після першого поділу Польщі у 1772 році Тернопіль потрапив під австрійське панування і єврейський просвітитель Йосеф Перл (Joseph Perl, 1773—1839) зміг продовжити свої зусилля по поліпшенню умов життя євреїв, яку він почав у рамках Російської імперії. У 1813 році він створив єврейську школу — «бейт хінух» («בית חינוך»), де велося вивчання івриту та різних наук. Суперечки між традиційним хасидизмом та модернізованим «маскілім» привели через чотири роки до перемоги останнього, після чого інститут отримав офіційне визнання і був поміщений під комунальне управління. У місті також заснували велику єврейську друкарню.
У другій половині 19 століття кількість єврейського населення значно збільшилась: у 1868 році — 11 тисяч осіб (52 % від загальної кількості мешканців), а в 1880 р. — 13 468. У подальшому через погіршення економічного стану та еміграції в Америку кількість євреїв у Тернополі не зростала. В 1900 р. єврейська громада Тернополя налічувала 13 493 осіб (44 % від усього населення). Євреї займалися, головним чином, активним імпортом та експортом у Російську імперію (через прикордонне місто Підволочиськ), торгівлею з містами Польщі та інших країн, були також: ткачами, гончарями, граверами, чоботарями; займалися банківською справою і власними домашніми господарствами.
Тернопіль та містяни значно постраждали під час Першої світової війни, з початком якої місто окупувала російська армія. Економічний стан євреїв погіршився через припинення традиційних економічних зв'язків та приплив єврейських біженців (у 1915 р. — 10 тисяч осіб). У 1917 році при відступі російських військ місто розграбували. Після розпаду Австро-Угорщини місто в 1918 році стало столицею Західно-Української Народної Республіки — ЗУНР. В листопаді-грудні 1918 р. у Тернополі були сформовані 1-й піхотний полк ім. С. Петлюри і Студентська сотня, а в червні 1919 р. — 18-а (Тернопільська) бригада та Єврейський ударний батальйон («Жидівський пробоєвий курінь», який виріс із сотні міліції, створеної з ініціативи єврейського населення для охорони і оборони їхньої дільниці міста; командант — поручник Соломон Ляйнберг). Щоправда, більшість єврейського населення Тернополя, як і в інших містах, намагалася дотримуватись нейтралітету. Постраждало населення міста, зокрема, і єврейське в ході радянсько-польської війни 1920—1921 рр. від мародерств воюючих сторін.
1931 р. у Тернопільському повіті, за офіційною польською статистикою, мешкало 5 836 євреїв. Натомість у самому місті 1939 р. — 13 768.
17 вересня 1939 р. Тернопіль зайняли радянські війська, місто увійшло до складу УРСР. Єврейське життя, як і культурно-політичне життя інших етносів міста, було заборонене, а багатьох заможних євреїв репресували (зокрема, відбулись розстріли, депортації).
У 1941—1943 рр. у Тернополі німецькі фашисти створили єврейське гетто. Значну кількість євреїв скерували на важкі роботи, близько 1000 осіб розстріляли, 5000 — відправили в концтабір Белжець у Польщі.
У 1946—1948 рр. відбуваються арешти колишніх сіоністів та інших «буржуазних» єврейських партій. Пам'ятник жертвам Катастрофи (біді євреїв у Другу світову війну) був знищений в 1950-х роках. 1970 року в області жило близько 5000 євреїв. Культові споруди використовувалися не за призначенням. За офіційними даними в Тернополі в 1980 році проживало приблизно 500 євреїв.
На початку 1990-х за незалежної України єврейське культурне життя почало налагоджуватись. На той час у Тернополі налічувалося близько 2000 євреїв. У 2001 році в області — 167 (155 — у містах) осіб.